# Calacanthia alpicola
Calacanthia alpicola är en insektsart som först beskrevs av J. Sahlberg 1880.  Calacanthia alpicola ingår i släktet Calacanthia, och familjen strandskinnbaggar. Arten är reproducerande i Sverige.